# 40 Oz. to Freedom
40 Oz. to Freedom é o álbum debut da banda estadunidense de ska punk e reggae Sublime, lançado em 1992. O álbum recebeu recebeu críticas mistas após seu lançamento, mas garantiu à banda boa visibilidade por parte do público. No entanto a banda não iria alcançar sucesso no mainstream até o lançamento de seu álbum homônimo, dois meses após a morte por overdose de seu vocalista e guitarrista, Bradley Nowell, em 1996. Até 2011, o álbum já foi certificado com vendas de dois milhões de cópias nos Estados Unidos, e é o segundo mais vendido da banda no país, atrás somente do álbum Sublime, que lidera com seis milhões.
O álbum mistura várias formas de música jamaicana, como ska ("Date Rape"), rocksteady ("54-46 That's My Number"), roots reggae ("Smoke Two Joints"), dub em ("Lets Get Stoned", "DJs") e ainda com o hardcore punk em ("New Thrash", "Hope"), e hip-hop (como em "Live at E's").

## Influências
A própria banda faz uma série de créditos à bandas de reggae e rap locais da Califórnia como inspiração em sua faixa Thanx Dub. Além de menções explícitas a artistas como KRS-One e Half Pint, Nowell faz alusões copiosas com outros artistas através de suas letras. "Stolen from an Africa land'' em ''Don't Push'' por exemplo, faz alusão a "Buffalo Soldier" de Bob Marley. Referem-se ainda a Boomtown Rats, Beastie Boys, Tenor Saw, Pink Floyd, The Specials, The Ziggens, Minutemen, Jimi Hendrix, Just- Ice, Fishbone, Public Enemy e Flavor Flav, entre outros.

## Faixas
1. "Waiting for My Ruca"– 2:20
2. "40oz. to Freedom" – 3:02
3. "Smoke Two Joints" – 2:53
4. "We're Only Gonna Die for Our Arrogance" - 3:27
5. "Don't Push"– 4:18
6. "54-46 That's My Number/Ball and Chain"– 5:17
7. "Badfish"– 3:04
8. "Let's Go Get Stoned"– 3:32
9. "New Thrash"– 1:30
10. "Scarlet Begonias"– 3:31
11. "Live at E's" (Nowell)- 3:08
12. "D.J.s" (Nowell)– 3:18
13. "Chica Me Tipo"– 2:16
14. "Right Back"– 2:49
15. "What Happened"– 3:27
16. "New Song"– 3:14
17. "Ebin"– 3:32
18. "Date Rape"– 3:37 (4:38)
19. "Hope"– 1:43
20. "KRS-One" – 2:23
21. "Rivers of Babylon"- 2:29
22. "Thanx Dub"** 4:23 (6:23)

## Formação
Sublime
- Bradley Nowell - vocal, guitarra, percussão, sampler, baixo, congas
- Eric Wilson - baixo, orgão, percussão, backing-vocal, congas
- Bud Gaugh - bateria nas faixas tracks 7, 8, 12 and 16, sampler
- Marshall Goodman - Bateria, toca-discos, backing-vocal
- Michael "Miguel" Happoldt - sampler, guitarra, backing-vocal, piano, orgão, sonicmanipultation

### Músicos adicionais
- Todd Foreman - saxofone
- Chris Hauser - trompete e Bongo
- Nick Martin - trombone
- Kelly Vargas - bateria
- Brian Wallace - sax barítono
- Duane Hartman - sax alto
- Adam - backing-vocal, congas
- Jack Maness - backing-vocals, guitarra

## Produção
- Produtores: Miguel Happoldt, Sublime
- Remasterização: Brian Gardner
- Capa: Opie Ortiz
- Fotos: Josh Coffman